# Hajdamacki Kosz Słobodzkiej Ukrainy
Hajdamacki Kosz Słobodzkiej Ukrainy (ukr. Гайдамацький Кіш Слобідської України) – oddział wojskowy w składzie Armii Ukraińskiej Republiki Ludowej, sformowany w grudniu 1917 w Kijowie przez Symona Petlurę.
Składał się z dwóch kureni pieszych: Czerwonych i Czarnych Hajdamaków, konnej sotni oraz dywizjonu artylerii. Zaciąg był ochotniczy, złożony głównie z oficerów i junkrów kijowskich szkół wojskowych. Kosz odegrał znaczącą rolę podczas tłumienia probolszewickiego powstania robotniczego w Kijowie w styczniu 1918 r., następnie brał udział w walkach z oddziałami bolszewickimi pod dowództwem Michaiła Murawjowa zbliżającymi się do Kijowa. Szefem sztabu Kosza był Ołeksandr Udowyczenko.
W marcu 1918 Kosz włączono do Hajdamackiego Pułku Piechoty (pod dowództwem Wołodymyra Sikewycza), a ten do Korpusu Zaporoskiego. W czerwcu 1918 pułk zreorganizowana w Brygadę Hajdamacką pod dowództwem otamana Omeliana Wołocha.